# Бюдінген
Бюдінген (нім. Büdingen) — місто в Німеччині, знаходиться в землі Гессен. Підпорядковується адміністративному округу Дармштадт. Входить до складу району Веттерау.
Площа — 122,87 км2. Населення становить 22 808 ос. (станом на 31 грудня 2020).